# Goran Dragić
Goran Dragić (* 6. Mai 1986 in Ljubljana) ist ein ehemaliger slowenischer Basketballspieler. 2017 wurde er mit der slowenischen Nationalmannschaft Europameister.
Dragić gewann in der Saison 2013/14 den NBA Most Improved Player Award und wurde 2018 ins All-Star-Team gewählt. Er ist der Bruder von Zoran Dragić.

## Vereinskarriere
Dragić begann seine Karriere beim slowenischen Zweitligisten Ilirija Ljubljana, bevor er zu Geoplin Slovan Ljubljana wechselte. 2006 wurde er vom spanischen Spitzenverein Saski Baskonia, besser bekannt als TAU Cerámica, unter Vertrag genommen, aber an den Ligakonkurrenten CB Murcia ausgeliehen. Nach einem Jahr kehrte Dragić nach Slowenien zurück und wechselte zu Union Olimpija Ljubljana. Seine Leistungen dort, unter anderem in der Euroleague, führten dazu, dass die San Antonio Spurs ihn in der zweiten Runde des NBA-Drafts 2008 auswählten. Die Spurs transferierten die Rechte an Dragić sofort zu den Phoenix Suns, die den Point Guard unter Vertrag nahmen.

### NBA
Nach einer eher enttäuschenden Debütsaison, in der Phoenix die Play-offs verpasste, erreichte Dragić mit den Suns 2010 die Finalspiele der Western Conference. Er selbst machte vor allem im dritten Spiel der zweiten Runde auf sich aufmerksam, als er gegen die San Antonio Spurs 23 Punkte im letzten Viertel erzielte. Ansonsten zeigte Dragic als Bankspieler ordentliche Leistungen und erreichte mit Phoenix die Conference Finals, wo erst gegen den späteren NBA-Meister Los Angeles Lakers Endstation war.
Am 24. Februar 2011 wurde Dragić im Austausch für Aaron Brooks an die Houston Rockets transferiert. Für die Zeit des NBA-Lockouts war er kurzzeitig wieder für Saski Baskonia, das nun unter dem Sponsorennamen Caja Laboral auftrat, aktiv.
Zur Saison 2012/13 kehrte Dragić nach einem Jahr zu den Phoenix Suns zurück. Dort sollte er als Nachfolger von Steve Nash als Point Guard in der Starting Five spielen. Dragić erhielt in Phoenix einen Vertrag bis 2016 und verdiente in dieser Zeit rund 30 Millionen US-Dollar. Konnte er bereits in der Saison 2012/13 neue Karriere-Bestwerte bei den durchschnittlich erzielten Punkten und Assists aufweisen, so entwickelte er sich in der folgenden Spielzeit zum Führungsspieler der Mannschaft. Allein im Februar 2014 steigerte Dragić dreimal seine persönliche Punktbestleistung in einem Spiel. Für seine Leistungssteigerung zur Vorsaison wurde er schließlich mit dem NBA Most Improved Player Award ausgezeichnet und zudem ins All-NBA Third Team gewählt.
Im Februar 2015 wurde Dragić kurz vor der Transferfrist, gemeinsam mit seinem Bruder Zoran, zu den Miami Heat transferiert. In seinem ersten Halbjahr verpasste Dragic mit dem Klub aus Florida knapp die Playoffs. Er war dort sofort Stammspieler. In der Saison 2015/16 schaffte er mit den Heat den Einzug in die 2. Playoff-Runde. In der Spielzeit 2016/17 erzielte er 20,3 Punkte je Begegnung und erreichte damit genau seinen NBA-Höchstwert, den er in der Saison 2013/14 aufgestellt hatte. 2018 wurde er als Ersatz für den verletzten Kevin Love in das NBA All-Star Game einberufen. 2020 erreichte Dragic als Schlüsselspieler an der Seite von Jimmy Butler nach einem Eastern Conference Finals-Sieg über die Boston Celtics erstmals in seiner Karriere die NBA-Finals. Dort scheiterte Miami an den Los Angeles Lakers. Der Slowene war sowohl in der Saison-Hauptrunde als auch in den erfolgreichen Playoffs zweitbester Korbjäger und zweitbester Passgeber seiner Mannschaft.
Dragić blieb bis 2021 in Miami und wurde im August des Jahres an die Toronto Raptors abgegeben. Er bestritt fünf Spiele für Toronto, ehe er ab Ende November 2021 aus persönlichen Gründen pausierte. Im Februar 2022 wurde er an die San Antonio Spurs abgegeben. Er erzielte mit den Texanern eine finanzielle Einigung, um den Vertrag zu lösen, ohne ein Spiel für die Mannschaft bestritten zu haben, und wurde Ende Februar 2022 von den Brooklyn Nets verpflichtet.
Anfang August 2022 gaben die Chicago Bulls einen Vertragsabschluss mit dem Slowenen bekannt. Er bestritt für Chicago während der Saison 2022/23 51 Einsätze (6,4 Punkte je Begegnung), Ende Februar 2023 gab die Mannschaft die Trennung vom Slowenen bekannt. Anfang März desselben Jahres vermeldeten die Milwaukee Bucks seine Verpflichtung.

## Nationalmannschaftskarriere
Dragić wurde 2006 erstmals in die slowenische Nationalmannschaft berufen. Er nahm an der Weltmeisterschaft in jenem Jahr und den Europameisterschaften 2007, 2009, 2011, 2013 sowie 2017 teil, und stand auch bei den Weltmeisterschaften 2010 und 2014 im Kader der Slowenen. Bei der EM 2013, bei der Slowenien als Gastgeber fungierte, wurde Dragić in die Auswahlmannschaft der besten fünf Spieler des Turniers gewählt. Mit der Nationalmannschaft gewann Dragić in Istanbul bei der EM 2017 die Goldmedaille und wurde als bester Spieler des Turniers ausgezeichnet.

## Karriere-Statistiken

### NBA

#### Hauptrunde
| Saison  | Team                | GP  | GS  | MPG  | FG % | 3P % | FT % | RPG | APG | SPG | BPG | PPG  |
| ------- | ------------------- | --- | --- | ---- | ---- | ---- | ---- | --- | --- | --- | --- | ---- |
| 2008–09 | Phoenix             | 55  | 1   | 13.2 | .393 | .370 | .769 | 1.9 | 2.0 | 0.5 | 0.1 | 4.5  |
| 2009–10 | Phoenix             | 80  | 2   | 18.0 | .452 | .394 | .736 | 2.1 | 3.0 | 0.6 | 0.1 | 7.9  |
| 2010–11 | Phoenix / Houston   | 70  | 5   | 17.6 | .435 | .361 | .624 | 2.0 | 2.9 | 0.7 | 0.1 | 7.5  |
| 2011–12 | Houston             | 66  | 28  | 26.5 | .462 | .337 | .805 | 2.5 | 5.3 | 1.3 | 0.2 | 11.7 |
| 2012–13 | Phoenix             | 77  | 77  | 33.5 | .443 | .319 | .748 | 3.1 | 7.4 | 1.6 | 0.3 | 14.7 |
| 2013–14 | Phoenix             | 76  | 75  | 35.1 | .505 | .408 | .760 | 3.2 | 5.9 | 1.4 | 0.3 | 20.3 |
| 2014–15 | Phoenix / Miami     | 78  | 78  | 33.8 | .501 | .347 | .774 | 3.5 | 4.5 | 1.0 | 0.2 | 16.3 |
| 2015–16 | Miami               | 72  | 72  | 32.8 | .489 | .317 | .667 | 3.8 | 5.8 | 1.0 | 0.2 | 14.1 |
| 2016–17 | Miami               | 73  | 73  | 33.7 | .476 | .406 | .790 | 3.8 | 5.8 | 1.2 | 0.2 | 20.3 |
| 2017–18 | Miami               | 75  | 75  | 31.7 | .450 | .370 | .801 | 4.1 | 4.8 | 0.8 | 0.2 | 17.3 |
| 2018–19 | Miami               | 36  | 22  | 27.5 | .413 | .348 | .782 | 3.1 | 4.8 | 0.8 | 0.1 | 13.7 |
| 2019–20 | Miami               | 59  | 3   | 28.2 | .441 | .367 | .776 | 3.2 | 5.1 | 0.7 | 0.2 | 16.2 |
| 2020–21 | Miami               | 50  | 11  | 26.7 | .432 | .373 | .828 | 3.4 | 4.4 | 0.7 | 0.2 | 13.4 |
| 2021–22 | Toronto / Brooklyn  | 21  | 8   | 23.7 | .377 | .254 | .818 | 3.1 | 4.1 | 0.9 | 0.2 | 7.5  |
| 2022–23 | Chicago / Milwaukee | 58  | 0   | 15.0 | .421 | .359 | .689 | 1.4 | 2.6 | 0.2 | 0.1 | 6.3  |
| Gesamt  | Gesamt              | 946 | 530 | 27.1 | .459 | .362 | .766 | 3.0 | 4.7 | 0.9 | 0.2 | 13.3 |

#### Play-offs
| Saison  | Team      | GP | GS | MPG  | FG % | 3P % | FT %  | RPG | APG | SPG | BPG | PPG  |
| ------- | --------- | -- | -- | ---- | ---- | ---- | ----- | --- | --- | --- | --- | ---- |
| 2009–10 | Phoenix   | 16 | 0  | 14.8 | .430 | .325 | .742  | 1.8 | 2.3 | 0.3 | 0.1 | 7.6  |
| 2015–16 | Miami     | 14 | 14 | 33.7 | .442 | .348 | .767  | 4.9 | 3.9 | 0.4 | 0.2 | 16.5 |
| 2017–18 | Miami     | 5  | 5  | 31.2 | .467 | .381 | .682  | 2.6 | 4.6 | 1.0 | 0.0 | 18.6 |
| 2019–20 | Miami     | 17 | 16 | 32.5 | .444 | .346 | .803  | 4.1 | 4.4 | 1.0 | 0.1 | 19.1 |
| 2020–21 | Miami     | 4  | 2  | 29.3 | .426 | .346 | .750  | 1.8 | 2.8 | 1.0 | 0.5 | 16.0 |
| 2021–22 | Brooklyn  | 4  | 0  | 19.8 | .563 | .333 | 1.000 | 4.5 | 1.5 | 0.8 | 0.0 | 10.5 |
| 2022–23 | Milwaukee | 2  | 0  | 3.6  | .000 | .000 | 1.000 | 0.0 | 0.5 | 0.0 | 0.0 | 2.0  |
| Gesamt  | Gesamt    | 62 | 37 | 26.2 | .446 | .344 | .771  | 3.3 | 3.3 | 0.6 | 0.1 | 14.2 |